# Beyhaq
Beyhaq, también transcrito Bayhak (en persa: بیهق‎), es una zona rural de Jorasán, entre Nishapur y Kumesh, que fue valiato bajo los califas abasíes, e incluida hoy en la zona dahestân-e Beyhaq de la República Islámica de Irán. Sus principales centros urbanos fueron la antigua Beyhaq, en las inmediaciones del actual poblado de Josrôgerd y a 6 kilómetros de ella la actual Sabzevar, cuyo término municipal ha terminado abarcando Beyhaq.
La relevancia estratégica de Beyhaq se debió a su situación en la ruta de la seda que conectaba Nishapur y Jorasán al oeste con Rey al este, bordeando el norte del desierto del Dasht-e Kavir. Su importancia se reflejó en el gran número de ulemas y hombres de letras nacidos en la zona («innumerables» en palabras del historiador Yaqut). Son personajes destacados el visir selyuquí Nizam al-Mulk, el historiador Abolfazl Beyhaqí, el polímata Ebn Fondoq Beyhaqí, el poeta Ebn Yamín y el caudillo Abd-or-Razzaq Bashtiní (primer dirigente de los Sarbedar), además de varios recopiladores de hadices y alfaquíes, como el shafi'í Ahmad b. Hosein Beyhaqí.

## Historia
En tiempos de la conquista musulmana de Irán, Beyhaq se rindió tras cierta resistencia, entre 650 y 651, al caudillo árabe ʿAbd-Allāh b. ʿĀmer b. Korayz. Bajo los Tahiríes de Jorasán (siglo IX d. C.), la región comprendía 395 pueblos, de los que 321 pagaban 179.796 dírham en concepto de impuesto jarâŷ y 24, 57.800 dirham en concepto de diezmo (ʿošr). En aquella época, cuando se estableció un centro ismaelí en Nishapur, buen número de seyyed se trasladaron desde Nishapur a Beyhaq tras instalarse allí un tiempo Muhammad al-Yawad. A partir de entonces, la ciudad se convirtió de modo gradual en centro chiita, hasta el punto de que, en el siglo XIV d. C., el historiador Mostôfí afirma en el tratado Nozhat al-qolub que todos los habitantes eran duodecimanos.
En 828, Beyhaq fue saqueada por rebeldes jariyíes liderados por Ḥamza b. Āḏarak, que destruyeron la mezquita aljama. Los enfrentamientos sectarios que opusieron a los partidarios del movimiento karrâmí con sunníes y chiíes en los siglos afectaron también de modo notable a Beyhaq. En la década de 1030 d. C., Beyhaq fue también saqueada por tribus nómadas turcomanas y por las tropas gaznavíes que se les oponían. También afectaron a Beyhaq los disturbios contemporáneos del declive y desaparición del poder selyuquí, siendo asediada y saqueada la ciudad entre 1153 y 1154 por el jorasmio Yinaltigin b. Moḥammad. , y entre 1165 y 1167 por el turco Ay Aba, adversario del jorasmio Il Arslán. Con la invasión mongola de Jorasán en 1220, Beyhaq fue tomada por Börkey Noyan, cuya cifra de víctimas mortales se estima en 70.000. Habiendo quedado arrasada Beyhaq, cuando la región recobró cierta actividad bajo los Iljanes, su centro se había desplazado a Sabzevar.